# Dampierre-sur-Moivre
Dampierre-sur-Moivre ist eine französische Gemeinde mit 110 Einwohnern (Stand: 1. Januar 2022) im Département Marne in der Region Grand Est (bis 2015 Champagne-Ardenne). Sie gehört zum Arrondissement Châlons-en-Champagne und zum Gemeindeverband La Moivre à la Coole. Die Bewohner werden Dampierrots genannt.

## Geografie
Die Gemeinde Dampierre-sur-Moivre liegt 17 Kilometer südöstlich der Départements-Hauptstadt Châlons-en-Champagne an der Moivre, einem Nebenfluss der Marne in der Champagne sèche, der „trockenen Champagne“. Die Umgebung zeichnet sich durch von großflächigen Äckern bedeckte Hügel aus. Bis auf das 40 m tiefe Trockental Fond de Mandre im Süden ist das 11,55 km² umfassende Gemeindegebiet waldlos. Zur Gemeinde zählt der sechs Kilometer südöstlich des Dorfes Dampierre gelegene Weiler Mentarah. Umgeben wird Dampierre-sur-Moivre von den Nachbargemeinden Saint-Jean-sur-Moivre im Nordosten und Osten, Saint-Amand-sur-Fion im Südosten, La Chaussée-sur-Marne im Süden, Francheville im Westen sowie Marson im Nordwesten.

## Geschichte
Das Dorf entstand um das Jahr 800 und gehörte lange zur Diözese Châlons.

### Bevölkerungsentwicklung
| Jahr      | 1962 | 1968 | 1975 | 1982 | 1990 | 1999 | 2006 | 2012 | 2021 |
| Einwohner | 121  | 124  | 115  | 106  | 71   | 88   | 113  | 112  | 113  |

Im Jahr 1831 wurde mit 207 Bewohnern die bisher höchste Einwohnerzahl ermittelt. Die Zahlen basieren auf den Daten von cassini.ehess und INSEE.

## Sehenswürdigkeiten
- Kirche Saint-Laurent aus dem 12. und 13. Jahrhundert, Monument historique[4]

## Wirtschaft und Infrastruktur
In Dampierre-sur-Moivre wird ein Windpark mit fünf Windkraftanlagen betrieben. In der Gemeinde sind 16 Getreideanbau-Betriebe und ein Geflügelzüchter ansässig.
Durch das Gemeindegebiet von Dampierre-sur-Moivre führt die Fernstraße D 54 von Pogny im Marnetal nach Givry-en-Argonne. Sechs Kilometer südwestlich von Dampierre besteht ein Anschluss an die autobahnartig ausgebaute RN 44 von Châlons-en-Champagne nach Vitry-le-François. Der Bahnhof der 17 Kilometer entfernten Stadt Châlons-en-Champagne liegt an der Bahnstrecke Paris–Strasbourg.

## Belege
1. ↑  Histoire de Dampierre, auf dampierre-sur-moivre.fr (französisch)
2. ↑  Dampierre-sur-Moivre auf cassini.ehess.fr
3. ↑  Dampierre-sur-Moivre auf insee.fr
4. ↑  Eglise in der Base Mérimée des französischen Kulturministeriums (französisch)
5. ↑  Landwirtschaftsbetriebe auf annuaire-mairie.fr (französisch)